# Лубянские женские курсы
Лубянские женские курсы — женские курсы в Москве, действовавшие в период 1869—1886 гг.

## Историческое местоположение
«Публичные курсы для женщин по программе мужских классических гимназий министерства народного просвещения», ставшие известными как Лубянские женские курсы первоначально размещались в здании 2-й мужской гимназии: Елоховская улица (будущая Спартаковская улица), дом 2/1. С 1870 года они действовали в помещении 3-й мужской гимназии на Большой Лубянке, в связи с чем среди слушательниц получили своё наименование Лубянские.

## История
Курсы открылись в мае 1869 года. Заведование ими было поручено директору 2-й гимназии Ф. П. Королёву, а затем — директору 3-й гимназии В. И. Малиновскому. На них учились в основном дочери малосостоятельных дворян, чиновников, духовенства. Курсы существовали за счёт платы за обучение и сборов с устраиваемых в их пользу чтений, концертов и спектаклей; плата за обучение была установлена «в размере 5 рублей за годовой час». Учебные планы соответствовали уровню мужских гимназических классов, но постепенно «усвоили себе университетский характер, а с 1882 года окончательно преобразовались в физико-математический факультет» (т. е. стали работать по планам физико-математических факультетов университетов), «с 4-летним курсом преподавания и с 2 отделениями: математическим и естественным». Предметы выбирались слушательницами и за неимением достаточного числа их уже с октября 1870 года преподавание иностранных языков (за исключением латинского) и Закона Божьего прекратились. В то же время, из-за большого числа слушательниц, в октябре 1871 года преподавание математики и физики разделилось на три курса, а всеобщей истории и латинского языка — на два; также были открыты лекции астрономии, которые вскоре прекратились из-за ухода Бредихина на более привлекательные курсы Герье. Поскольку эти новые курсы имели историко-филологическую направленность, на Лубянских курсах были расширены математические лекции и введены чтения по естественным наукам. Тем не менее, количество слушательниц Лубянских курсов уменьшилось со 181 в 1870 году до 103 в 1873 году.
Распорядительницей курсов несколько лет с 1870 года была Елизавета Карловна Фреймут (?—1890) — энтомолог, действительный член Общества любителей естествознания, антропологии и этнографии с 1870 года, супруга известного психиатра В. Х. Кандинского с 1878 года.
На курсах преподавали многие университетские профессора, среди них: один из крупнейших русских историков В. О. Ключевский, физик Н. А. Умов, ботаник И. Н. Горожанкин и другие. В 1885/86 учебном году на Лубянских курсах обучалось более 100 человек.
Среди слушательниц курсов были Мария Павловна Постовская, Надежда Петровна Корелина и Анна Николаевна Ермолова.
Участие курсисток в революционном и студенческом движениях вызвало принятие в мае 1886 года распоряжения правительства, по которому был прекращён приём на все существовавшие в стране женские курсы, что привело к их закрытию; в их числе были и Лубянские курсы.